# ペッコ
ペッコ（伊: Pecco）は、イタリア共和国ピエモンテ州トリノ県に存在した、人口約200人の基礎自治体（コムーネ）。
2019年1月1日にアーリチェ・スペリオーレ、ルニャッコと合併してヴァル・ディ・キの一部となった。

## 地理

### 位置・広がり

#### 隣接コムーネ
コムーネとしてのペッコは、以下のコムーネと隣接していた。
- アーリチェ・スペリオーレ
- ルニャッコ
- ルエーリオ
- ヴィストローリオ